# Thilo Apel
Friedrich Heinrich Thielo Apel (* 21. April 1822 in Bellstedt; † 17. Dezember 1860 ebenda) war Mitglied des Landtags des Fürstentums Schwarzburg-Sondershausen.
Thilo Apel war der Sohn des Gutspächters und Amtmanns, Georg Heinrich Apel und dessen Frau Caroline Auguste geborene Spötter. Thilo Apel, der evangelisch-lutherischen Glaubens war, heiratete am 17. Juli 1850 in Bellstedt Auguste Henriette Friederike Heise (* 28. Mai 1832 in Abtsbessingen; † 30. Juni 1903 Mühlhausen i.Th.). Seine Frau war die Tochter des Freigutsbesitzers und zeitweiligen Milizhauptmanns Ludwig Gottlieb Heise und aufgrund des väterlichen Erbes Freigutsbesitzerin in Abtsbessingen.
Thilo Apel war Besitzer des seit etwa der Mitte des 19. Jahrhunderts im Eigentum der Familie Apel stehenden Ritterguts in Bellstedt. Seit dem 6. Juni 1856 war er Amtmann, seit dem 24. September 1859 Oberamtmann. Vom 24. April/14. Juni 1857 bis 17. Dezember 1860 war er auf Lebenszeit vom Fürsten ernanntes Mitglied des Schwarzburg Landtags für die Unterherrschaft.
Auch der Schwiegersohn von Thilo Apel, Friedrich Rudolf Schlegel war Landtagsabgeordneter in Schwarzburg-Sondershausen.